# Debauve & Gallais
Pour les articles homonymes, voir Gallais.
Debauve & Gallais, est une entreprise chocolatière française, fondée par Sulpice Debauve en 1800. L'entreprise est renommée lorsque Sulpice Debauve est rejoint par son neveu, Jean Baptiste Auguste Gallais en 1823. Après avoir été le fournisseur de Napoléon Ier, l'entreprise se voit décerner en 1819 le titre de fournisseur attitré de la cour de France, et sera le fournisseur officiel en chocolats des rois Louis XVIII, Charles X et Louis-Philippe.

## Histoire

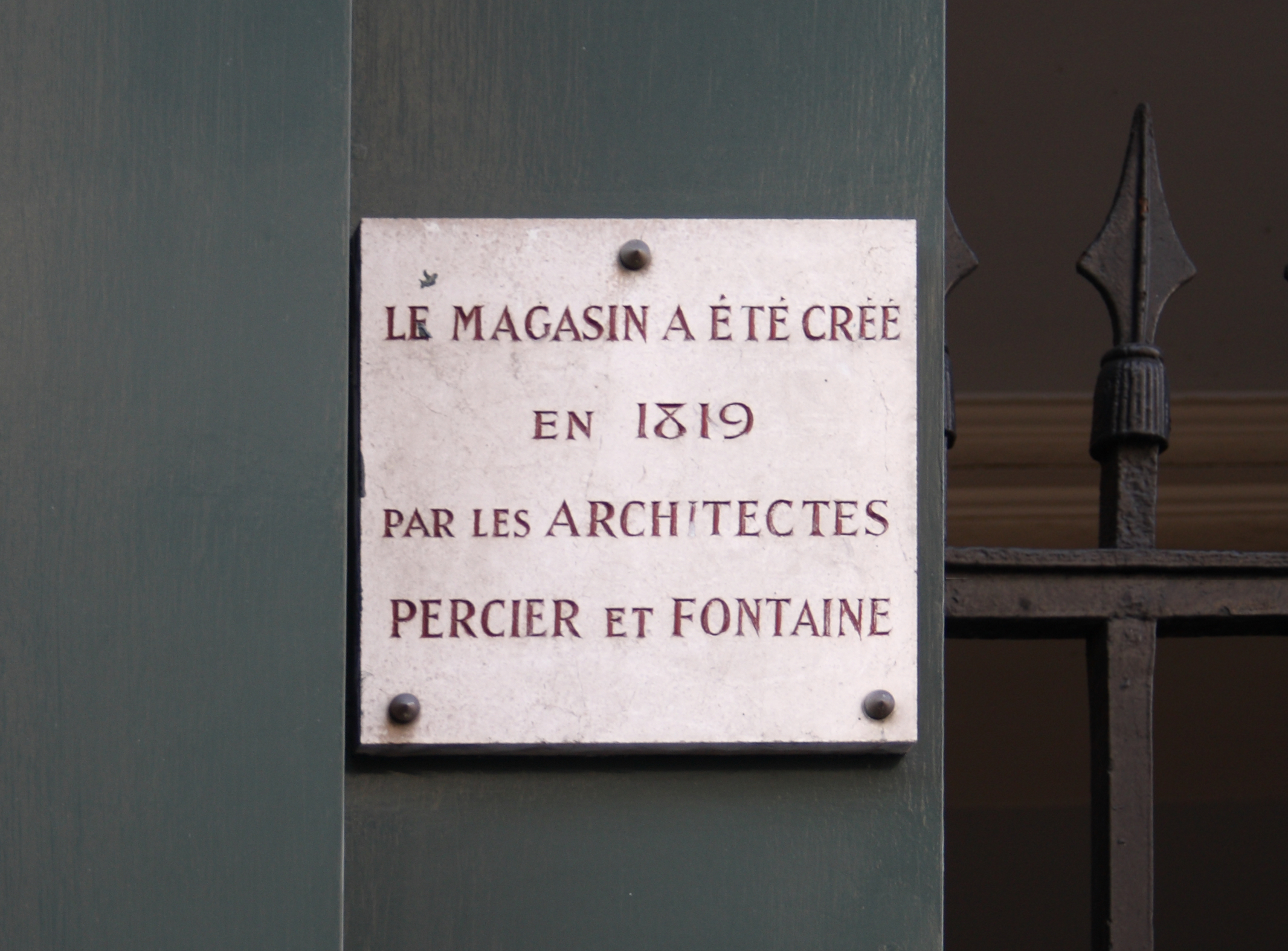
Plaque sur la façade.

Sulpice Debauve (1757-1836), ancien pharmacien du roi Louis XVI, met au point « une nouvelle combinaison de cacao, de sucre de canne, et de médicament, après que Marie-Antoinette se fut plainte à lui du goût désagréable des médicaments qu'elle avait à prendre. »[réf. souhaitée] La reine était si heureuse qu'elle appela ces chocolats en forme de pièces de monnaie des « Pistoles ». Debauve continua à créer une variété de Pistoles de différentes saveurs pour la reine. En 1800, Debauve ouvre sa première chocolaterie sur la rive gauche de Paris, au Faubourg Saint-Germain « près de la rue Saint-Guillaume, ci-devant rue Saint-Dominique, no 4 » (sic).
En 1816, Debauve est nommé unique fournisseur de chocolat de la famille royale française. En 1819, Percier et Fontaine, architectes officiels de Napoléon conçoivent un nouveau magasin pour Debauve. Situé au 30, rue des Saints-Pères dans le 7e arrondissement, il est inscrit monument historique depuis le 4 mai 1984. Le gastronome et écrivain Jean Anthelme Brillat-Savarin fait l'éloge du chocolat Debauve dans sa Physiologie du goût, déclarant notamment : « M. Debauve, pharmacien très distingué, apporte dans la fabrication du chocolat, des lumières qu'il avait acquises pour en faire usage dans une sphère plus étendue. (...) Tels sont les chocolats de M. Debauve : ils doivent leur suprématie à un bon choix de matériaux, à une volonté ferme que rien d'inférieur ne sorte de sa manufacture, et au coup d'œil du maître qui embrasse tous les détails de la fabrication. (...) Mais son principal mérite est surtout de nous offrir, à prix modéré, un excellent chocolat usuel (...) ». En 1823, Debauve fait entrer son neveu Jean-Baptiste Auguste Gallais (1787 - 1838), également pharmacien, dans l'entreprise en tant qu'associé en vue de créer et de distribuer ses chocolats diététiques, - qui s'appelait alors « chocolats de santé » - fait avec du lait d'amandes, la vanille et l'eau de fleur d'oranger. Gallais publie quatre ans plus tard sa Monographie du Cacao qui offre une approche scientifique de l'utilisation du cacao à des fins thérapeutiques. 
Il est l'inventeur en 1829 de la presse à dégraisser. Cette invention est concomitante de celle beaucoup plus connue du hollandais Van Houten de 1828. Dans les deux cas, le  résultat obtenu est une meilleure extraction du beurre de cacao de la masse de cacao, presque parfaite selon les procédés de Van Houten, partielle selon les procédés de Gallais. Il découvre en 1838 le premier procédé de déshydratation du lait, la lactoline. Il dépose un brevet sur un ensemble de procédés pour la conservation des principes du lait.

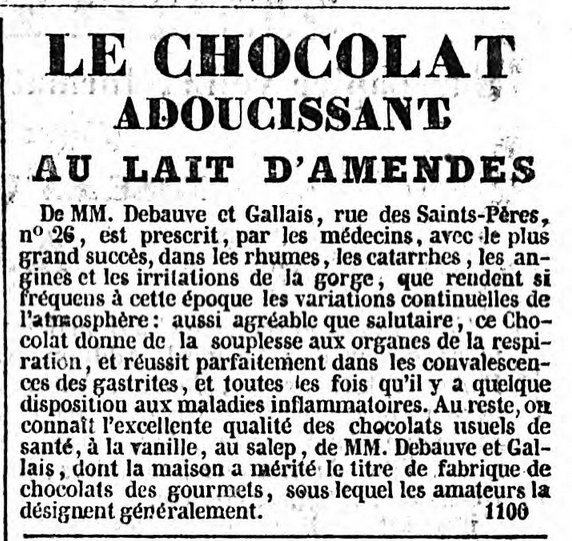
Réclame d'avril 1833 de la maison de chocolat Debauve et Gallais, vantant les vertus médicinales du chocolat Debauve & Gallais.

À la mort de Sulpice Debauve en 1836 puis de son neveu Jean-Baptiste Gallais en 1838, la marque est reprise par M. Thery. En 1857, c'est Nicolas-Eugène Hugon qui reprend la marque. En 1858 il construit une usine dans le 7e arrondissement de Paris, y installe des machines à vapeur et obtient en 1867 une médaille de bronze à l'exposition universelle d'art et d'industrie de Paris[réf. souhaitée].
Son fils Gustave Hugon lui succède en 1873 et permet à la chocolaterie de devenir une des premières marques françaises[réf. souhaitée]. Il cherche à vendre un chocolat d'excellente qualité, pur cacao et pur sucre, à un prix accessible à tous (3,80 F le kg)[réf. nécessaire]. Il est récompensé d'une médaille d'argent à l'exposition universelle de Paris en 1878 et d'une médaille d'or à l'exposition nationale d'Anvers la même année pour le "chocolat éclair", préparation instantanée, à partir de chocolats granulés. De nouvelles médailles d'or sont obtenues aux expositions universelles de Paris en 1889 et 1900. Par la suite, le magasin et l'usine sont repris par les deux fils de Gustave, Maurice et Georges Hugon, puis par leurs enfants respectifs, Jacques et Robert Hugon. 
Pendant plus d'un siècle, jusqu'à la fermeture de l'usine en 1966, le magasin et l'apparence de l'emballage ont été conservés.

## Aujourd'hui
Debauve & Gallais est l'un des rares anciens fournisseurs royaux en France qui reste indépendant[réf. souhaitée]. La famille des fondateurs possède et exploite aujourd'hui encore l'entreprise. En 1989, Paule Cuvelier reprend l'établissement Debauve & Gallais, et, avec l'aide de son fils, Bernard Poussin, elle a développé ses activités à travers le monde avec des magasins à New York, Séoul, Dubaï, Tokyo, Nagoya,  Osaka, Bucarest, Taipei, Hong Kong, Beijing, Nanjing, Shanghaï et Chengdu. En 2010, à peu près 125 ans après son retrait, D&G a décidé de revenir dans le monde du thé.